# Педро Хіменес

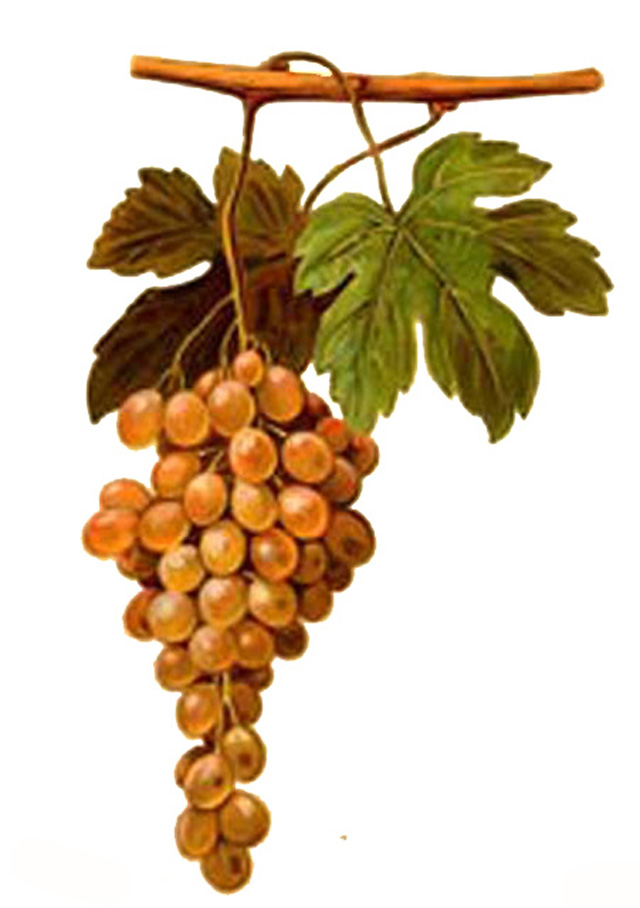
Гроно Педро Хіменес

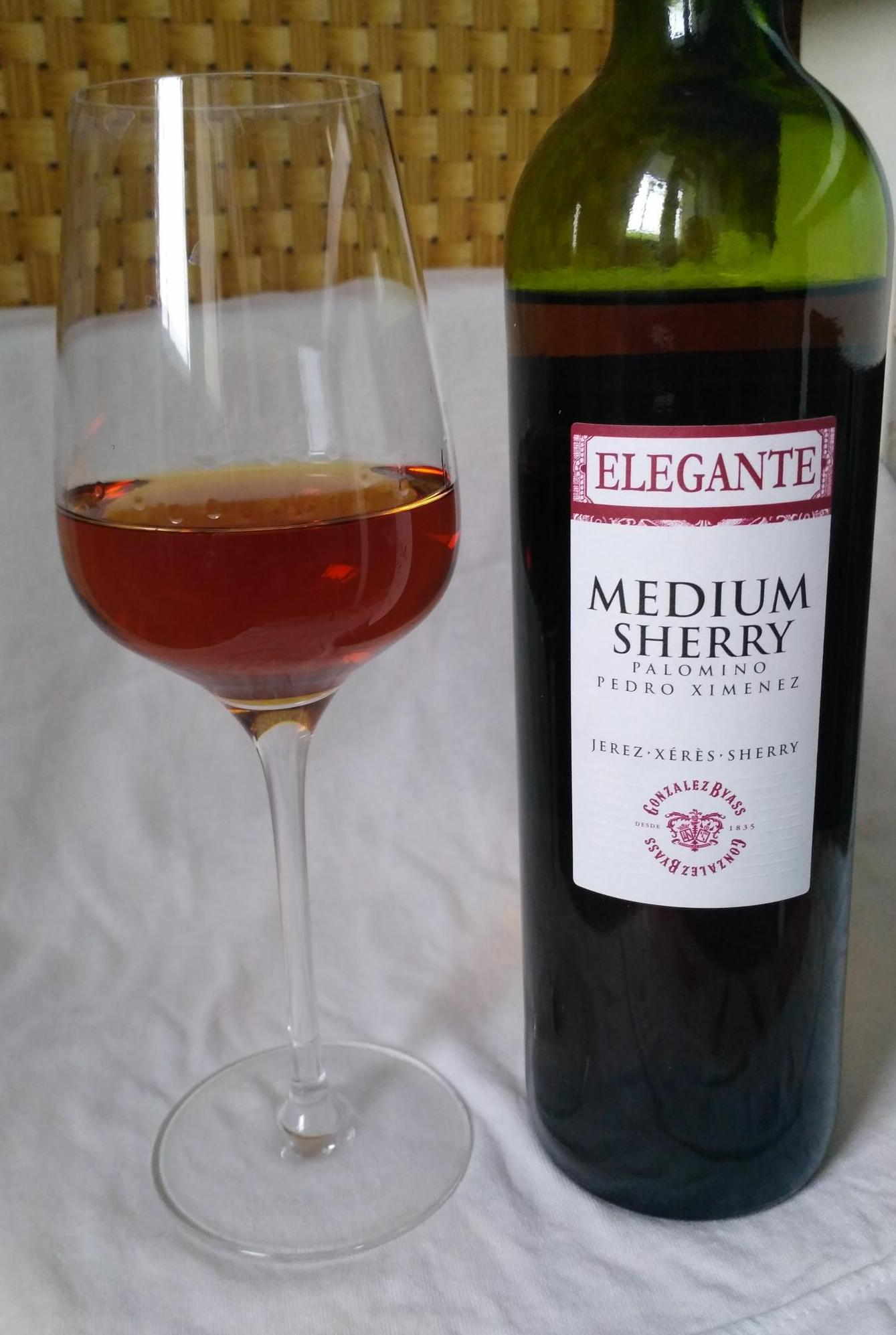
Купажний херес з винограду Педро Хіменес

Педро Хіменес (ісп. Pedro Ximénez) — технічний сорт білого винограду іспанського походження.

## Історія
Сорт культивується в Іспанії з давніх часів, перші письмові згадки датуються початком XVII сторіччя. У 2007 році аналіз ДНК показав, що Педро Хіменес походить від арабського столового винограду Гібі.

## Розповсюдження
Педро Хіменес культивується в Іспанії, особливо у регіонах Андалусія (Монтилья-Морилес, Херес-де-ла-Фронтера), Естремадура, Валенсія. Крім того, лози Педро Хіменес успішно культивуються у Португалії (Алентежу), США (Каліфорнія) та Австралії.

## Характеристики сорту
Середньостиглий сорт. Збір врожаю приблизно у середині вересня. Листя велике, округле, глибокорозсічене, п'ятилопатеве, знизу має опушення. Квітка двостатева. Грона середні або великі, циліндроконічні, середньої щільності. Ягоди середнього розміру, овальні, золотисті. Шкірочка тонка. М'якоть соковита. Цукристість як правило буває 23-25 %, при низькій кислотності 4-5 г/л. При перезріванні й цукристість легко може досягати тридцяти відсотків і більше. Сорт чутливий до мільдью, стійкість до оїдіуму середня. Морозостійкість слабка.

## Характеристики вина
Педро Хіменес зазвичай використовують для виробництва кріплених вин херес (зазвичай з нього виробляють солодкий херес) та малага. Сухі вина з сорту виробляють рідко, оскільки виноградний сік має низьку кислотність. Бочки з-під хересу закуповуються виробниками з Шотландії та Ірландії для витримки у них віскі, після такої витримки смак вказаного напою пом'якшується, таке віскі маркується етикеткою як особлива категорія.

## Альтернативні назви сорту
Сорт має велику кількість синонімів: ісп. alamais, chirones, corinto bianco, don bueno, jiménez, pedro, himenez, ximénez, ximénès, pedro jiménez (в Андалусії), ісп. pedro khimenes, pedro ximénès, pedro ximenes (в Андалусії), ісп. pedro ximenez, pedro ximenez bijeli, pedro ximenes de jerez, pedro ximenez de montilla, pedro ximinez, pero ximen, perrum (у Португалії), ісп. pasa rosada de Málaga, pierre ximenes, uva pero ximenez, uva pero ximen, uva pero ximenes, pero ximenez, ximen, ximenes (в Андалусії), ісп. ximenez, alamis de totana, alamis, myuskadel, verdello (на Канарських островах), ісп. ximenecia, zalema colchicina та абревіатура ісп. PX (в Андалусії).